# Богініч Олег Леонідович
Олег Леонідович Богініч — український юрист, громадський діяч та підприємець. Кандидат юридичних наук, старший науковий співробітник в Інституті держави і права ім. В. М. Корецького НАН України. Заступник голови Всеукраїнського громадського об'єднання — «Конгрес громадянського суспільства України» (КГСУ).

## Кар'єра
З січня 1989 працює в Інституті держави і права ім. В. М. Корецького НАН України. За цей час займав посади від молодшого наукового співробітника до старшого наукового співробітника відділу теорії держави і права.
Богінічу О. Л. присвоєно вчене звання: старший науковий співробітник (червень 1996 за спеціальністю «Теорія та історія держави і права; історія політичних і правових вчень; філософія права»).

## Наукові праці
В травні 1990 захистив дисертацію на здобуття наукового ступеня кандидата юридичних наук на тему «Нормотворчі повноваження центральних органів державного управління союзної республіки: структура, межі, шляхи вдосконалення».
Опублікував понад 50 наукових робіт, в тому числі:
- монографію «Система законодавства України: актуальні проблеми та перспективи розвитку» (К., 1994) (у співавторстві з С. В. Бобровник),
- розділи у колективних монографіях та підручниках, зокрема:
  - «Введение в теорию государственно-правовой организации социальных систем» (К., 1997);
  - «Громадянське суспільство в Україні: проблеми становлення» (К., 1997);
  - «Систематизація законодавства в Україні: проблеми та перспективи вдосконалення» (К., 2003);
  - «Законність: теоретико-правові проблеми дослідження та впровадження» (К., 2004);
  - «Вступ до теорії правових систем» (К., 2006);
  - «Проблеми реалізації прав і свобод людини та громадянина в Україні» (К., 2007);
  - "Порівняльне правознавство: правові системи світу (К., 2008) тощо.

Є автором багатьох статей в «Юридичній енциклопедії», «Міжнародній поліцейській енциклопедії», «Великому енциклопедичному юридичному словнику».

## Громадська діяльність
Є заступником голови Всеукраїнського громадського об'єднання — «Конгрес громадянського суспільства України» (КГСУ)